# روسالکا (اپرا)
روسالکا، (به چکی: Rusalka)  اپوس ۱۱۴، اپرایی در سه پرده و نهمین اپرای آنتونین دورژاک است که نخستین بار در مارس ۱۹۰۱ در پراگ اجرا شد. روسالکا از موفق‌ترین اپراهای دورژاک است و یکی از محبوب‌ترین اپراهای چکی دانسته می‌شود. در اساطیر اسلاو، روسالکاها پریانی هستند که در رودخانه‌ها و دریاچه‌ها زندگی می‌کنند.
روسالکا داستان تراژیک عشق یک پری و یک شاهزاده است. آریای «ترانهٔ ماه» از برجسته‌ترین تصنیف‌های این اپرا دانسته می‌شود.

## خلاصهٔ داستان

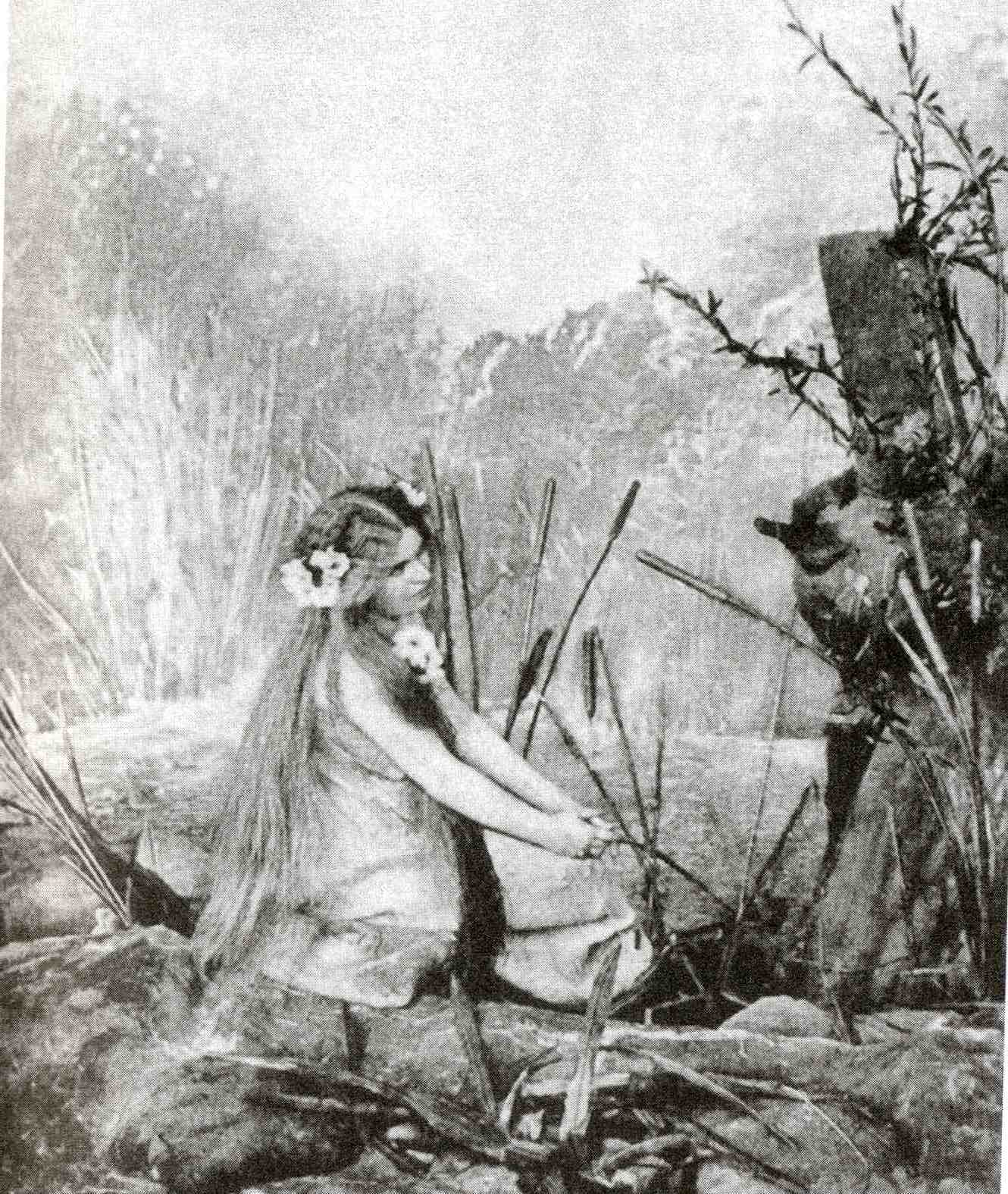
نگاره‌ای از اجرای نخست روسالکا

روسالکا داستان پری است که دلباختهٔ شاهزاده‌ای است که برای شنا به دریاچهٔ او می‌آید. پری برای آنکه تبدیل به انسان شود نزد جادوگری می‌رود و با خواندن «ترانهٔ ماه» داستان عشق خود به شاهزاده را برای او فاش می‌کند. جادوگر موافقت می‌کند که روسالکا را به انسان تبدیل کند وانگهی با این شرایط که روسالکا قادر به حرف زدن نباشد و چنانچه شاهزاده به او خیانت کند شاهزاده طلسم شده و روسالکا به اعماق دریاچه بازگردد. روسالکا شرایط جادوگر را می‌پذیرد و به بانوی زیبایی تبدیل می‌گردد. شاهزاده با دیدن روسالکا بی‌درنگ دلباختهٔ او شده و او را با خود به کاخ می‌برد.
در پردهٔ دوم ساکنان کاخ در تدارک جشن ازدواج شاهزاده و روسالکا هستند. شاهزاده روسالکا را ساکت و سرد می‌یابد و در شب ازدواج توجهش به دوشسی در میان میهمانان جلب می‌شود. به مجرد آنکه شاهزاده و دوشس به یکدیگر ابراز علاقه می‌کنند، شاهزاده طلسم شده و روسالکا به اعماق دریاچه رانده می‌شود.
در پردهٔ سوم جادوگر به روسالکا پیشنهاد می‌کند که برای بازگشت به زندگی عادی شاهزاده را بکشد. روسالکا که همچنان به شاهزاده عشق می‌ورزد پیشنهاد جادوگر را نمی‌پذیرد. اندکی بعد شاهزاده برای یافتن روسالکا به دریاچه می‌آید و با بوسه‌ای در آغوش روسالکا جان می‌سپارد.

## نگارخانه

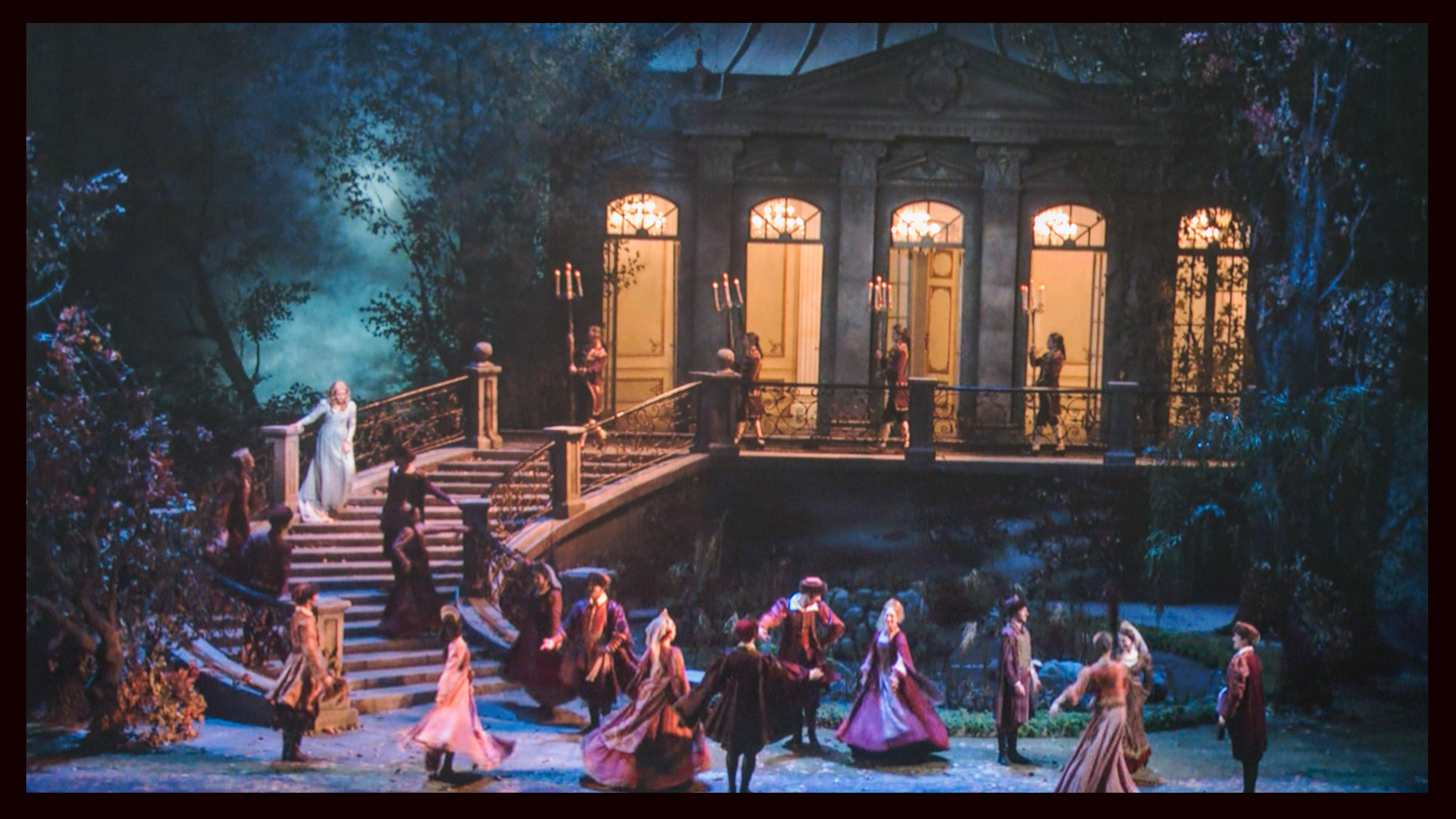
مراسم ازدواج روسالکا و شاهزاده
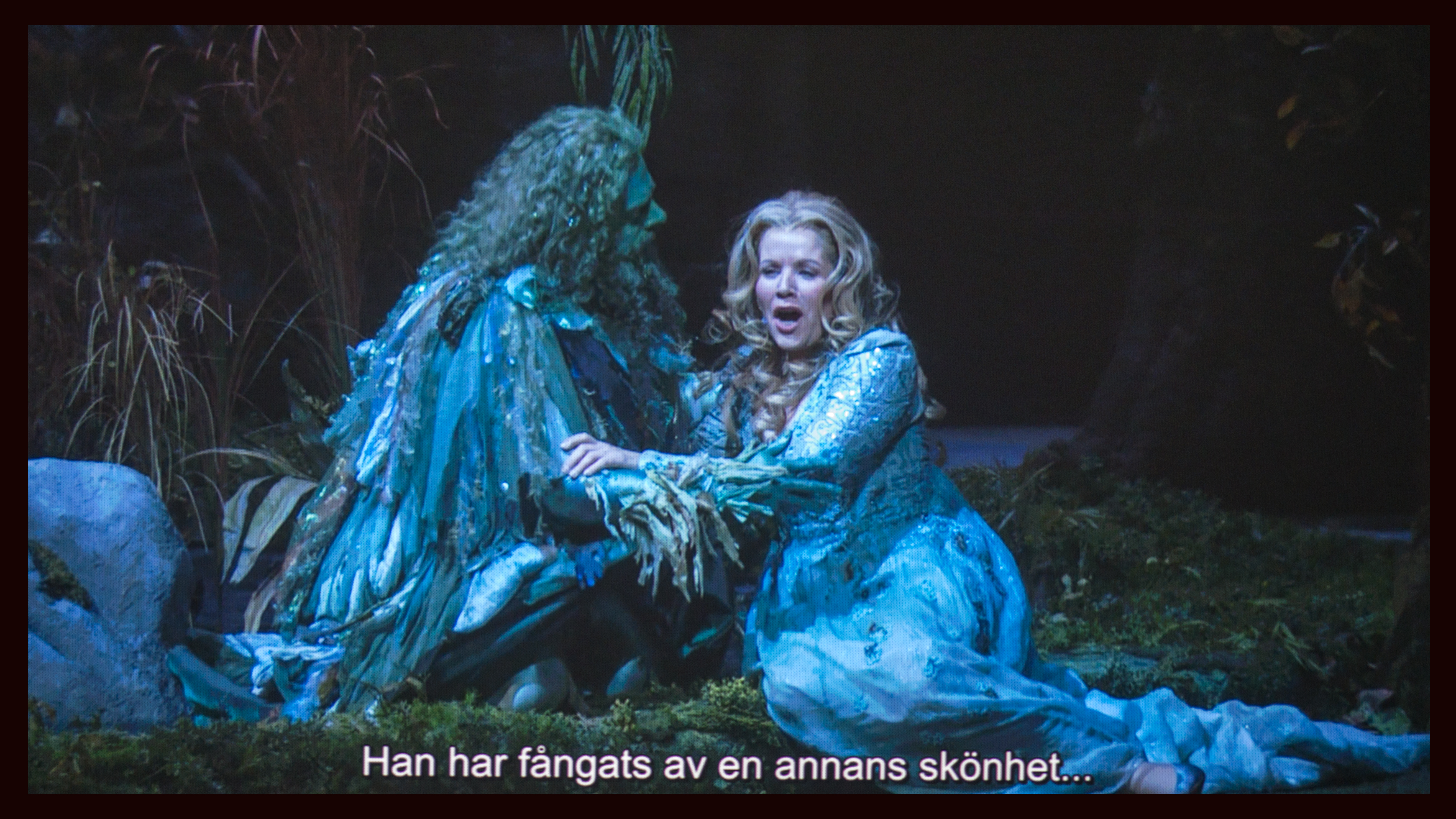
روسالکا و جادوگر
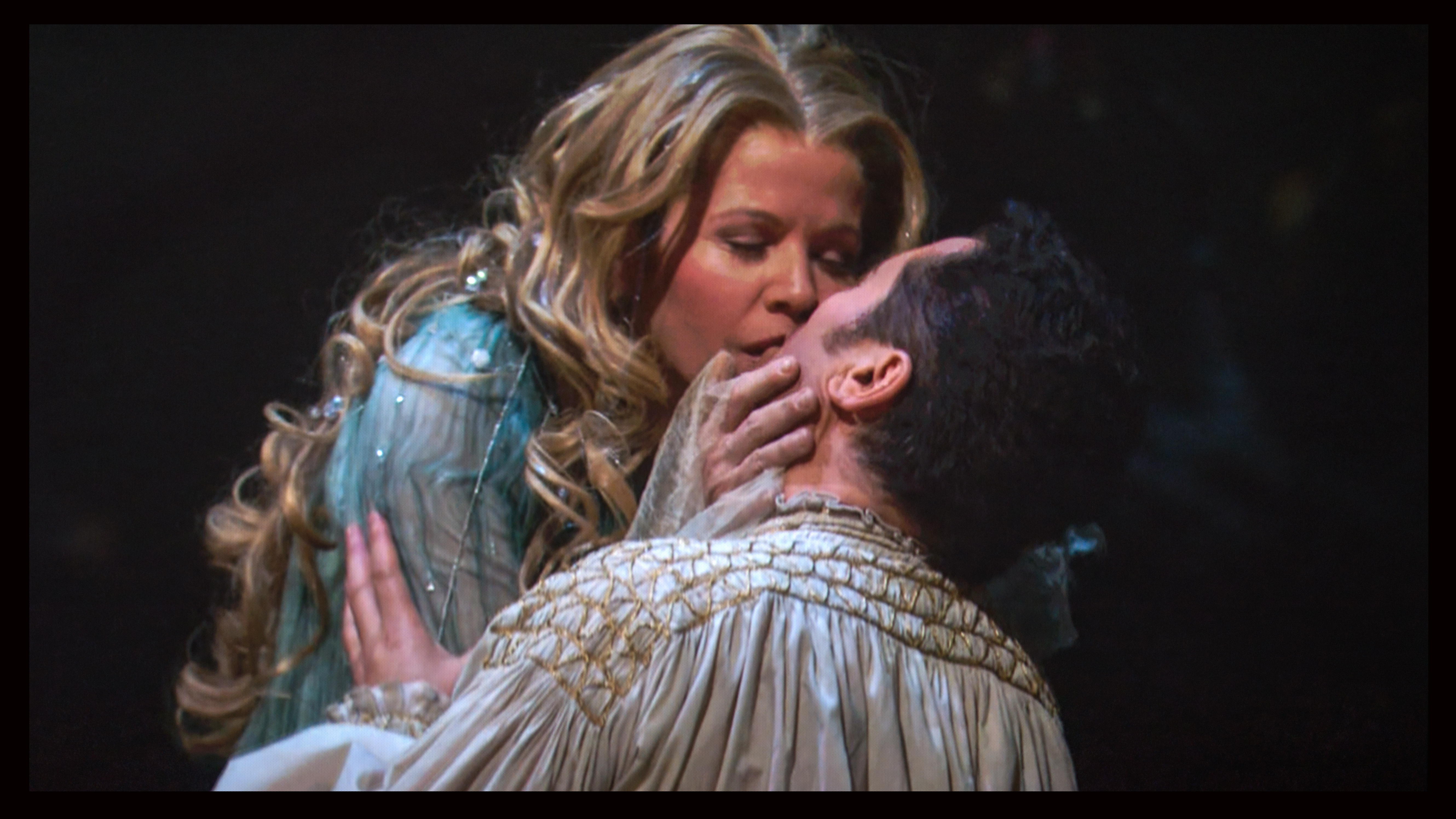
بوسهٔ مرگ روسالکا و شاهزاده
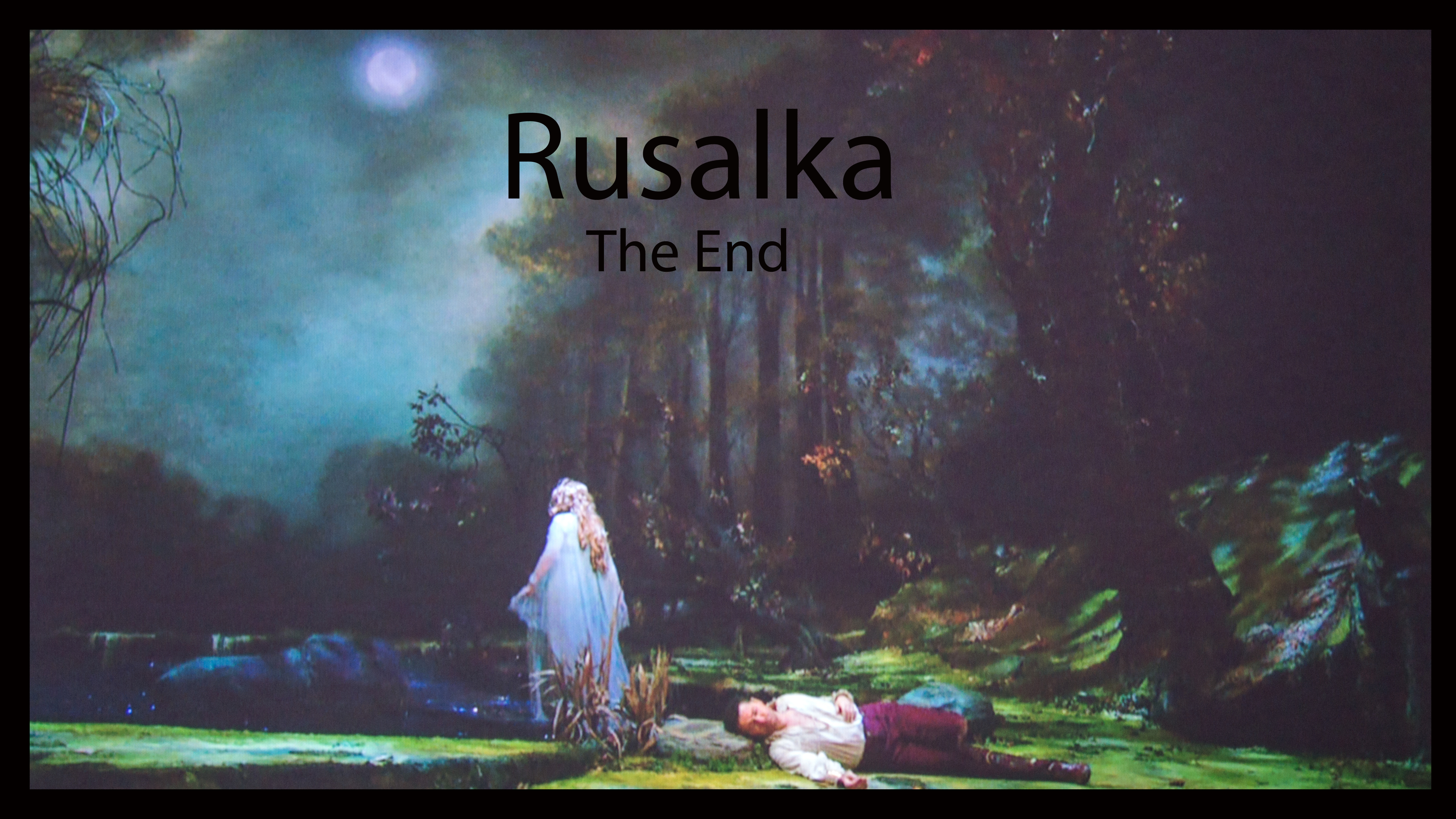
صحنهٔ پایانی

## یادداشت
1. ↑  Mésičku na nebi hlubokém